# Zootaxa
Zootaxa — международный научный журнал по зоологии, печатающий рецензируемые статьи по систематике, фауне и таксономии животных с описанием новых видов и других таксонов. Основан в 2001 году в Новой Зеландии и в настоящее время достигнута практически ежесуточная периодичность выхода номеров. Сочетает оперативность электронной версии с традиционным бумажным вариантом, предназначенным для библиотек.

## История
Журнал Zootaxa был основан Zhi-Qiang Zhang в 2001 году. Печатает описания новых видов, родов и других новых для науки таксонов животных.
Предпочтение имеют публикации в виде монографий и ревизий отдельных групп животных. Монографии (свыше 60 страниц) публикуются отдельно и имеют свой собственный номер, а статьи меньшего размера соединяются в одном номере.
До конца 2011 года было издано 3148 номеров с 9825 статьями, включая 607 книг и монографий. С мая 2001 по 2011 год в разных статьях Zootaxa было в сумме описано более 24 тысяч новых таксонов животных.
Все статьи журнала имеют как минимум свои бесплатные для скачивания авторефераты, а некоторые и полнотекстовые варианты. В остальных случаях требуется предоплата. Журнал Zootaxa индексируется в Biosis, Zoological Record и институтом Institute for Scientific Information в его Science Citation Index Expanded, а также в Current Contents/Agriculture, Biology and Environmental Sciences.
Среди стран-лидеров по числу представленных статей их авторов: США, Китай и Бразилия. Среди тем статей преобладают описания отдельных новых видов (57%), затем идут таксономические ревизии (17%), дополнения к ранее описанным таксонам (11%), обзоры региональных фаун (8%), каталоги или списки видов или типов (4%) и теоретические работы (3%). 57% всех описанных новых видов представлены насекомыми, 11% - паукообразными и только 8% - позвоночными.
Публикуется издательством Magnolia Press (Окленд, Новая Зеландия).
- Число опубликованных статей[3]:
  - 1488 статей в выпусках №№ 1967—2326 в 2009 г
  - 1582 статей в выпусках №№ 2327-2731 в 2010 г
  - 1746 статей в выпусках №№ 2732-3148 в 2011 г
  - 1980 статей в выпусках №№ 3149–3598 в 2012 г
  - 2135 статей в выпусках №№ 3599–3752 в 2013 г
  - 2028 статей в выпусках №№ 3753–3903 в 2014 г
  - 2352 статей в выпусках №№ 3904–4060 в 2015 г

В 2001-2012 гг в журнале описано 26 373 новых таксонов, видов, родов и др. (3514 — Coleoptera, 3471 — Diptera, 2644 — Hymenoptera, 2549 — Hemiptera, 2135 — Crustacea, 1662 — Acari, 1444 — Lepidoptera, 1389 — Araneae, 868 — Pisces, 819 — Trichoptera, 539 — Orthoptera, 426 — Mollusca, 420 — Amphibia, 410 — Reptilia, 402 — Annelida, 401 — Myriapoda, 375 — Platyhelminthes).
5 января 2012 года в Zootaxa опубликована 9000-я статья.
6 января 2017 года вышел 4216-й номер Zootaxa.
Специфическая тематика журнала и его высокая популярность среди авторов в этой области привели к высокому уровню самоцитирования авторов публикуемых там статей. В других научных областях высокий уровень самоцитирования часто связан с нарушениями научной этики, поэтому Zootaxa оказался среди изданий, исключённых в 2020 году из Journal Citation Reports из-за высокого уровня самоцитирования. По словам энтомолога Романа Яковлева, сообщество зоологов сочло исключение Zootaxa из JCR казусом и стало возражать против этого решения. Вскоре это спорное решение об исключении журнала из JCR было отменено.

## Главный редактор
- Zhang, Z.-Q. New Zealand Arthropod Collection, Landcare Research, 231 Morrin Road, St. Johns, Auckland 1072, Новая Зеландия.